# István Sándor
Dans le nom hongrois Sándor István, le nom de famille précède le prénom, mais cet article utilise l’ordre habituel en français István Sándor, où le prénom précède le nom.
István Sándor (1914-1953), est un religieux salésien hongrois du XXe siècle qui a été déclaré bienheureux par l'Église catholique.

## Biographie
Sándor naît le 13 mai 1914 à Szolnok, dans le département de Jász-Nagykun-Szolnok, en Hongrie.
Il entre dans la Société de Saint-François-de-Sales, dite la Congrégation des Salésiens de Don Bosco. Lorsqu'en 1950 les ordres monastiques sont dissous en Hongrie, il continue dans l'illégalité, pour les jeunes défavorisés ou orphelins qu'accueillait son institut salésien Clarisseum, à organiser des réunions dans des appartements privés et des excursions, et à enseigner le catéchisme, alors même que certains de ces jeunes avaient été recrutés dans la Garde du Parti (pártőrség) au sein de l'ÁVH, la police secrète du régime communiste, et prenaient donc un risque en participant à des activités religieuses clandestines.
En 1951, comme la concierge de l'immeuble où il habitait sous un faux nom, informatrice communiste, avait ouvert les lettres qu'il recevait de ses compagnons, il est accusé de complot contre l'État et d'infiltration dans la structure de sécurité de l'État, dans ce qui est appelé le « procès de la Garde du Parti ». En prison, malgré les coups, il refuse les aveux que font ses compagnons en échange d'une promesse d'amnistie qui ne se réalisera pas, et il est condamné à la mort par pendaison.
Sándor meurt martyr le 8 juin 1953 à Budapest.

## Béatification

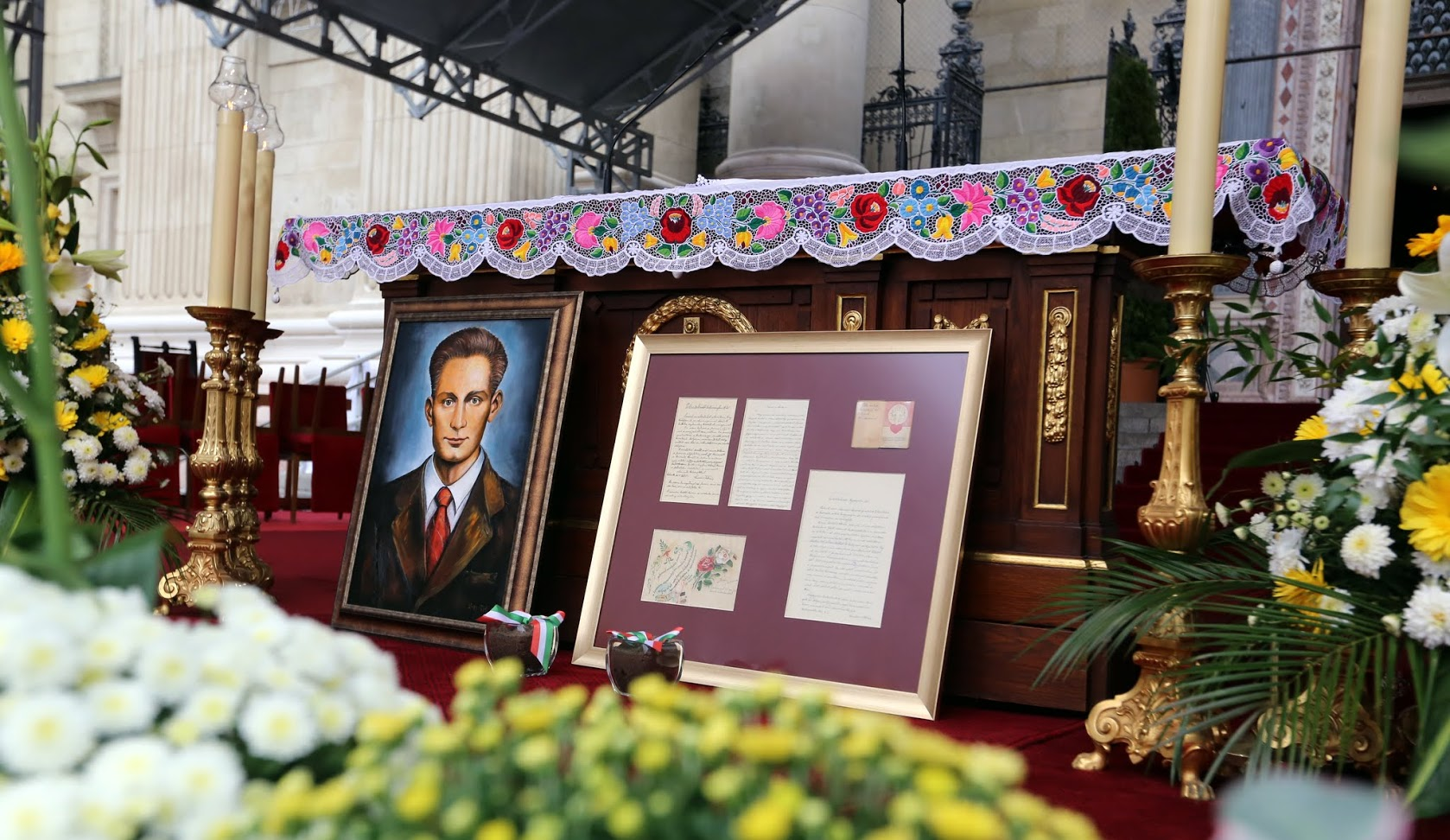
L'autel de la cérémonie, devant la Basilique Saint-Étienne

Son procès en béatification a été ouvert en 2006. Il a été déclaré vénérable et martyr le 27 mars 2013 par le pape François.
Sa béatification a été célébrée le 19 octobre 2013 à Budapest par le cardinal Angelo Amato, préfet de la Congrégation pour la Cause des Saints et lui-même salésien.

## Fête
Le bienheureux István Sándor est fêté le 8 juin.